# Accroche
Le terme accroche désigne un élément d’une annonce publicitaire destiné à attirer l’attention.
Par extension, le mot est utilisé pour désigner une annonce qui est la première d'une série d'annonces plus longues ou plus élaborées, et dans laquelle un produit n'est pas dévoilé, ou bien dévoilé très partiellement afin de susciter la curiosité du public.

## À la télévision
Dans certaines séries télévisées, l’accroche est utilisée pour présenter les principaux protagonistes et l'intrigue de la série, dans un texte dit durant le générique de début de chaque épisode (par exemple, dans les séries Les Brigades du Tigre, K 2000, L'Agence tous risques, L'Incroyable Hulk, Drôles de dames, Tonnerre mécanique, etc.), voire dans certaines séries d'animation (La Bataille des planètes, Capitaine Flam, Ulysse 31, Jayce et les Conquérants de la lumière, etc.).

## Dans la musique
Dans la musique populaire, l'accroche est un motif utilisé — souvent sous la forme d'un bref riff, passage ou idiotisme — pour capter l'attention de l'auditeur.